# Rico Lieder
Rico Lieder (né le 25 septembre 1971 à Burgstädt) est un ancien athlète allemand spécialiste du 400 mètres. Avant la réunification allemande, il a concouru sous les couleurs de l'Allemagne de l'Est.

## Palmarès

### Championnats du monde d'athlétisme
- Championnats du monde d'athlétisme 1993 à Stuttgart,  Allemagne
  -  Médaille de bronze du relais 4 × 400 m

### Championnats du monde d'athlétisme en salle
- Championnats du monde d'athlétisme en salle 1991 à Séville,  Espagne
  -  Médaille d'or du relais 4 × 400 m
- Championnats du monde d'athlétisme en salle 1993 à Toronto,  Canada
  - 4e sur 400 m

### Championnats d'Europe d'athlétisme
- Championnats d'Europe d'athlétisme 1990 à Split,  Yougoslavie
  -  Médaille de bronze du relais 4 × 400 m

### Championnats du monde junior d'athlétisme
- Championnats du monde junior d'athlétisme 1990 à Plovdiv,  Bulgarie
  -  Médaille d'argent sur 400 m